# Бенјамин Нетанјаху
Бенјамин „Биби” Нетанјаху (хебр. בנימין נתניהו; Тел Авив, 21. октобар 1949) израелски је политичар и дипломата. Од 2022. обавља функцију премијера Израела, коју је обављао и између 2009. и 2021. године, а на тој позицији се такође налазио и од 1996. до 1999. Такође је председник политичке странке Ликуд. На месту премијера Израела држи рекорд по дужини мандата, а такође је и први премијер који је рођен у самом Израелу, након проглашења независности те државе 1948.

## Биографија
Нетанјаху је рођен у Тел Авиву у секуларној јеврејској породици, а одрастао је у Јерусалиму и у Филаделфији у Сједињеним Државама. Вратио се у Израел по завршетку средње школе 1967. године да би се придружио Израелским одбрамбеним снагама, недуго након Шестодневног рата. Нетанјаху је постао вођа тима у јединици специјалних снага Сајерет Маткал и учествовао је у многим мисијама, укључујући операције Гифт (1968) и Изотоп (1972), током које је био погођен у раме. Нетанјаху се борио на првим линијама у Рату исцрпљивања и Јомкипурском рату 1973. године, учествујући у рацијама специјалних снага дуж Суецког канала, а затим водећи напад командоса дубоко у сиријску територију. Нетанјаху је стекао чин капетана пре него што је часно отпуштен. Након што је дипломирао на Масачусетском технолошком институту са дипломом наука и магистром наука, Нетанјаху је постао економски саветник за Boston Consulting Group. У Израел се вратио 1978. године да би основао антитерористички Институт „Јонатан Нетанјаху“, назван по његовом брату који је умро водећи операцију Ентебе.
Нетанјахуа је 1984. године за сталног представника Израела при Уједињеним нацијама именовао премијер Јицак Шамир, улогу коју је обављао до 1988. године. По повратку у Израел, изабран је у Кнесет, а 1993. године изабран је за председавајућег странке Ликуд. Наставио је да води странку до победе на изборима 1996. и именован је за најмлађег израелског премијера икада. Истовремено, постао је први премијер Израела рођен на територији те државе после проглашења независности 1948. године. Након одслуженог мандата, Нетанјаху је био тешко поражен на изборима 1999. од стране коалиције коју је предводио Ехуд Барак; Нетанјаху је одлучио да се у потпуности повуче из политике и ушао је у приватни сектор. Међутим, неколико година касније, након што је његов наследник на месту председника Ликуда Аријел Шарон постао премијер, Нетанјаху се вратио у политику и служио је као министар спољних послова и министар финансија. Као министар финансија, Нетанјаху је покренуо велике реформе израелске економије којима су коментатори приписали да су значајно побољшале наредне економске резултате Израела. Нетанјаху се касније сукобио са Шароном и на крају је дао оставку због неслагања у вези са планом раздвајања Газе.
Нетанјаху се вратио на чело Ликуда у децембру 2005. године након што је Шарон иступио и основао нову странку Кадима. Иако је Ликуд завршио као други на изборима 2009. године, Нетанјаху је успео да формира коалициону владу са другим десничарским странкама и по други пут је положио заклетву као премијер. Наставио је да води Ликуд до победе на изборима 2013. и 2015. године. Након што су избори у априлу 2019. године резултирали тиме да ниједна странка није могла да формира владу, одржали су се други избори 2019. године. На изборима у септембру 2019. године, центристичка странка Плави и Бели, коју је водио Бени Ганц, појавила се мало испред Нетанјахуовог Ликуда; међутим, ни Нетанјаху ни Ганц нису успели да формирају владу. Након наставка политичког застоја, ово је било решено када су Ликуд и Плави и Бели постигли коалициони споразум након израелских парламентарних избора 2020. године. Према условима споразума, премијерско место би се ротирало између Нетанјахуа и Бенија Ганца, према којем је Ганц требало да наследи Нетанјахуа у новембру 2021. У децембру 2020. ова коалиција је пропала расписивањем нових избора заказаних за 2021. годину.
Од децембра 2016. године, Нетанјаху се налази под истрагом израелске полиције и тужилаца због корупције. Дана 21. новембра 2019, оптужен је за кршење поверења, примање мита и превару. Због оптужнице, Нетанјаху је законски дужан да се одрекне свих места у министарству, осим места премијера.
Дана 24. новембра 2024, Међународни кривични суд је издао налог за хапшење Нетанјахуа због ратних злочина почињених током Рата у Гази од 2023.

## Младост и војна каријера
Нетанјаху је рођен 1949. у Тел Авиву, Израел, у јеврејској породици. Његова мајка Тзила Сегал (1912–2000) рођена је у Петах Тикви у Мутасарифату Јерусалимa Османског царства, а његов отац, рођен у Варшави, проф. Бензион Нетанјаху (по рођењу Милејковски) (1910–2012) био је искусан историчар специјализован за јеврејско златно доба Шпаније. Нетанјахов деда по оцу Нејтан Милејковски био је запажени рабин и ционистички писац. Када је Нетанјахов отац емигрирао у Израел, он је хебрајизовао је своје презиме од „Милејковски“ до „Нетанјаху“ што значи „Бог је дао“. Иако је његова породица претежно ашкенашка, он је изјавио да је његов ДНК тест открио да има делом и сефардско порекло. Он тврди да води порекло од Вилна Гаона.
Нетанјаху је био друго од троје деце. У почетку је одрастао и школован у Јерусалиму, где је похађао основну школу Хенриета Сзолд. Копија његових оцена из 6. разреда учитељице Рут Рубенштајн указује је на то да је Нетанјаху био учтив, уљудан и услужан; да је његов рад био „одговоран и тачан“; и да је био дружељубив, дисциплинован, ведар, храбар, активан и послушан.
Између 1956. и 1958. године, и поново од 1963. до 1967. године, његова породица је живела у Сједињеним Државама у месту Челтнам у Пенсилванији, предграђу Филаделфије, док је његов отац Бензион Нетанјаху предавао на Дропси колеџу. Бенјамин је похађао и завршио средњу школу у Челтнаму и био активан у дебатном клубу, шаховском клубу и фудбалу. Он и његов брат Џонатан постали су незадовољни површним начином живота на који су наишли у том подручју, укључујући превладавајући покрет контракултуре младих, књижевну интерпретацију усредсређену на индивидуализована осећања и либерални осећај Реформске синагоге, Храма Јудеје из Филаделфије, који је породица посећивала. Он и дан данас течно говори енглески језик, са приметним филаделфијским нагласком.